# Regiment de Dracs de Buenos Aires

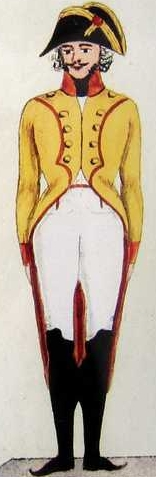
Uniforme d'oficial de Dracs (1807).

El Regiment de Dragons de Buenos Aires o Regiment Fix de Cavalleria de Buenos Aires va ser una unitat colonial de cavalleria de classe veterana de l'Exèrcit d'Espanya en el Virregnat del Riu de la Plata que va substituir breument a la caiguda del poder colonial espanyol a Buenos Aires després de la Revolució de Maig del 1810.
Els Dragons eren soldats que des de mitjans del segle xvi fins a principis del segle xix combatien com a cavalleria (generalment a l'atac) i com a infanteria (normalment a la defensiva).

## Creació del Regiment
Va ser creat al 1772, quan el Riu de la Plata era part del Virregnat del Perú. Estava format majoritàriament per espanyols, però els Criolls igualment gaudien dels mateixos beneficis i privilegis que els soldats espanyols.
Al 1774 hi havia a Buenos Aires 8 companyies de Dracs amb 77 homes cadascuna.

## Organització
Els oficials es formaven ingressant com a cadets. Havien de pertànyer a la noblesa o ser fills d'oficials (mínimament d'un capità) o net com a mínim d'un tinent coronel. Els soldats de la tropa eren generalment reclutats a Espanya, on servien durant vuit anys. Podien ser elegits en un sorteig realitzat a la seva província d'origen o ser voluntaris enganxats o reenganxats. Altres eren reclutats com a càstig a forma de deportació, aplicant-se el mateix sistema per als criolls sense ocupació coneguda.
El seu uniforme tenia na casaca, capa i mantilla blaves, calçons, volta i jupa encarnada, amb una petita solapa a la jupa, i un botó daurat.
El regiment estava format per quatre esquadrons, cadascun dels quals tenia tres companyies. El seu cap era un coronel, secundat per un tinent coronel, que era cap del segon esquadró i una de les seves companyies.
Els dracs, donat que podien combatre montats o a peu, usaven armes com la carrabina, baioneta, espasa i la pistola.
Una reial cèdula al 1783 autoritzava al virrei a crear una bandera de reclutament a LA Corunya (Galícia) per a rebre voluntaris per als regiments d'Infanteria i Dracs de Buenos Aires. Al 1802 els Dracs van tindre una altra bandera a Màlaga.
En relació al virrei Gabriel de Avilés i del Fierro, el seu successor Joaquín del Pino va escriure el 21 de maig del 1801: El Regiment de Dracs que, en la seva formació va ser de quatre esquadrons, avui es troba en un nombre ben diminut. Indicava també que tot el regiment es trobava a la Banda Oriental.
Segons un informe de Félix de Azara del 1801, aquest regiment havia de contar amb 721 places europes, d'acord amb el que disposava en la seva elecció.
Al 1803 el coronel era el Brigadier José de la Quinata, el tinent coronel era el coronel Manuel Gutiérrez, i el sargent major era el coronel José María Calazeyte.
Al 1809 hi havia a la guarnició de Buenos Aires 27 caps i 202 soldats del regiment.

## Campanyes militars prèvies a les invasions angleses
El 7 de novembre del 1773 el llavors governador Vértiz de Buenos Aires va sortir de campanya des de Montevideo per la frontera de la Banda Oriental amb el Brasil, portant entre les seves forces 160 homes del Regiment de Dracs de Buenos Aires.
El 1781 va ser enviat a l'Alt Perú pel virrei Vértiz, una força sota el comandament de Ignacio Flores per a col·laborar en la sufocació de la rebel·lió de Túpac Amaru II, tot i que després degut al seu contingut social fortament crioll, la rebel·lió va seguir el seu propi curs insurgent. La custòdia per part del Regiment de Dracs de les anomenats Presons d'Oruro, situades a l'actual Cantonada de les llums va durar tota la causa fins al 1801.

## Invasions Angleses
Davant la imminent invasió Britànica, el virrei Rafael de Sobre Monte va traslladar a Montevideo les escasses forces veteranes de Buenos Aires (entre elles als Dracs) creient que questa ciutat seria el blanc de l'atac. A Buenos Aires va convocar les milícies. L'objectiu de l'atac va ser Buenos Aires, i les milícies no van poder resistir als invasors, de forma que la ciutat va caure. Al juliol del 1806 el governador de Montevideo, Pascual Ruiz Huidobro va organitzar les forces, que sota el comandament de Santiago de Liniers va enviar a la capital per alliberar-la. Va formar part de la Força Expedicionària, segons la relació firmada per Liniers a Colònia el 3 d'agost. Estava formada per tres companyies del Regiment de Dracs de Buenos Aires amb un total de dos-cents setze homes, fins llavors sota el comandament del coronel Agustín de Pinedo. Aquesta força, reduïda a cent noranta-sis homes estava de guarnició a Buenos Aires a l'Octubre del 1806 sota el comandament de Florencio Núñez.
Produïda la reconquesta de la ciutat, el comandant de la unitat, el capità Agustín Arenas, va participar en la Junta de Guerra presidida per Liniers que va decidir convocar a la formació de les milícies permanents de Buenos Aires.
Durant la Segona Invasió Anglesa al Riu de la Plata, el regiment sota el comandament del coronel Pinedo va participar en la defensa de Montevideo, el 3 de febrer del 1807, quan les forces britàniques van assaltar i prendre la ciutat.
El 7 de juny del 1807 les forces espanyoles, comandades per Francisco Javier de Elío, procedents de Buenos Aires, es preparaven per assaltar Colònia del Sacramento quan van ser atacades i derrotades pel tinent coronel Denis Pack al Combat de San Pedro. Els dracs formaven part de la divisió de Elío.
El 4 de juliol del 1807 es va produir un atac Britànic a Buenos Aires. En la defensa de la ciutat, encomanada per Liniers sota el comandament de Núñez, hi havia cent Dracs a peu del regiment, formant part de la Divisió de Reserva a càrrec de Juan Gutiérrez de la Concha.
El 13 de gener del 1809, la Junta Suprema de Sevilla va disposar en nom del Rei a premiar als oficials dels diferents cossos veterans i milicians de Buenos Aires reconeixent els graus militars que se'ls hi havia atorgat:
- Grau de Tinent Coronel: Als Capitans don Florencio Nuñez, don Manuel Martínez, don Ambrosio Pinedo, don Manuel Alvarez i don Mariano Larrazabal.
- Grau de Capità: A l'ajudant don Juan Manuel Marín, i als Tinents don Pedro García, don Pedro Alcántara Ruiz, don José Arenas i don Antonio Perez.
- Grau de Tinent: Als Alferes don Francisco Castellanos, don Juan Zamudio i don José Acebey.
- Grau d'Alferes: Als cadets don Enrique Martínez, don Agustín Pinedo, don Mariano Rodon i don Mariano Larrazabal.

## Alt Perú
Per a sufocar les revoltes de Chuquisaca i La Paz, el virrei Baltasar Hidalgo de Cisneros va enviar des de Buenos Aires un continguent sota el comandament de Vicente Nieto i del coronel de la marina José de Córdoba, que van partir el 4 d'octubre del 1809. Vaan ser organitzades tres divisions amb veterans del Regiment Fixe d'Infanteria, Dracs i d'Artilleria, junt amb una companyia de la maria i altres de Patricis, Arribenys, Montanyesos, Andalusos i Artillers de la Unió, però al arribar a l'Alt Perú no va fer falta que entrèssin en combat

## Des de la Revolució de Maig
Des del 25 de maig del 1810, les sub-unitats del regiments presents a Buenos Aires es van integrar a les Províncies Unides del Riu de la Plata, mantenint-se com a regiment, a pesar de que el seu cap (el brigadier José Ignacio de la Quintana) havia donat suport al virrei Cisneros. El 30 de juliol del 1810, la Primera Junta va ordenar donar de baixa als oficials i tropes de Dracs que es trobaven a Montevideo a les ordres del govern realista d'aquella ciutat.
Cinquanta soldats del Regiment de Dracs de Buenos Aires amb els seus oficials van integrar la Primera expedició auxiliadora de l'Alt Perú, conformant el que després s'anomenaria l'Exèrcit del Nord. Deu dracs destacats a Misiones van formar part de la Expedició de Belgrano al Paraguai a la divisió del coronel Tomás de Rocamora.
Junt amb el Regiment d'Infanteria de Buenos Aires, el 3 de novembre del 1810 ambdós cossos van ser dissolts. Els soldats del Regiment de Dracs i els Hússars del Rei, es van unir al nou Regiment de Dracs de la Pàtria, amb quatre esquadrons de tres companyies cadascuna.
Decret de Dissolució.
| « | Senyor Sergent Major de Montevideo: Havent reflexionat la Junta que els Regiments d'Infanteria i Dracs d'aquesta província, segons l'estat escassíssim de força en què es troben, no poden servir d'utilitat al servei; Éssent per una altra banda molt difícil la seva reorganització, ha decretat la Junta la dissolució després d'un madur examen i ha resolt que els Sergents, Caps i Soldats del primer passin al d'Amèrica i els del segon als Hússars del Rei. El destí dels oficials que abans pertanyien a aquests cossos dissolts serà el següent: (...) El Coronel del Regiment de Dracs, Don José Ignacio de la Quintana, queda retirat; Igualment el sergent Major Agustín Pinedo i l'Ajudant Major Don Juan Manuel Marín, així com els Tinents Don Antonio Pérez, Don Pedro Nolasco García i Don Cristobal Minguez i el Alférez Don Salvador Moreira. El Capità Don Florencio Nuñez queda retirat i igualment que el Sergent Major Agustín Pinedo de l'Administració de les Estàncies del Rei. Tots els altres oficials marxaran al Perú per a incorporar-se al nou regiment, que amb el títol de Cavalleria Lleugera ha resolt també la Junta formar en la referida expedició. Només quedarà en aquesta capital el Capità Don José Palavecino, com a capità d'aquests dos últims anys fins que es liquidin i rendeixin els comptes del cos. I Igualment per a Don José María Escobar que fa les funcions de degà de la Junta. De totes les tropes destinades a l'Expedició del Perú i noves agregacions que hi han hagut, es formaran dos regiments: Un d'infanteria amb la denominació de Regiment d'Infanteria número sis, i un altre de cavalleria amb el títol de cavalleria lleugera. Per als caps del primer s'han nomenat (...) Per al segon s'han nomenat el tinent Coronel Don Juan Francisco Borges, per tinent Coronel; Al Capità del Reial Cos d'Artillería Volant, a Don Toribio de Luzuriaga per a sergent major, havent-se de tenir al entès que totes les tropes que existèxen en la referida expedició al Perú queden separades dels Cossos d'aquesta guarnició al a que pertanyien a excepció de les Campanyes del Regiment d'Hússars del Rei i del de Castes, doncs aquestes no estaran a les forces del snous Regiments i estaran subjectes als seus respectius Cossos a on hauran de retirar-se quan sigui necessari. Tot això previnc a Vosta Mercè d'acord de la Junta, perquè ho faci entendre a l'Ordre General de la Ciutat. Deu Guari a Vostres Merces. Buenos Aires, 3 de novembre del 1810. Corneli Saavedra, Coronel. | » |

## Assemblea de Dracs
Va ser un cos independent del Regiment de Dracs, creat per Pedro de Cevallos al 1766 al arribar els dracs veterans d'Espanya per a instruir a les milícies de Dracs Provincials establertes aquell any. Va desaparèixer amb els reformes del virrei Juan José de Vértiz i Salcedo entre el 1778 i el 1779 en ser dissolt el cos de Dracs Provincials. Els seus efectius van passar al Regiment de Dracs i al cos de Blandengues.